# Ариана (Родопи)
Ариана́ (греч. Αρριανά) — деревня в Греции. Административно относится к общине Ариана в периферийной единице Родопи в периферии Восточная Македония и Фракия. Расположена на высоте 60 м над уровнем моря, к юго-востоку от административного центра общины, деревни Филира, к северу от Сапе и к востоку от Комотини. Площадь 13,491 квадратных километров. Население 1147 человек по переписи 2011 года.
Сообщество Ариана (Κοινότητα Αρριανών) создано в 1924 году (ΦΕΚ 194Α), в 1997 году (ΦΕΚ 244Α) создана одноимённая община.

## Население
| Год  | Население, человек |
| ---- | ------------------ |
| 1991 | 1070               |
| 2001 | 1144               |
| 2011 | ↗ 1147             |